# SG-1000
Das SG-1000 (kurz für Sega Game-1000; jap. エスジー・セン, esu jī sen), 1983 in Japan erschienen, ist die erste Spielkonsole des japanischen Unternehmens Sega. Diese erschien am selben Tag wie Nintendos Famicom, welches in Amerika und Europa als NES vermarktet wurde.

## Allgemeine Informationen
Als Vorgänger des Master Systems war der SG-1000 die erste Videospielkonsole von Sega und erschien bereits 1983. Der Controller dieses Systems verfügte über einen digitalen Joystick mit zwei Feuerknöpfen. Der erste Controller war fest mit der Konsole verbunden, ein weiterer Controller konnte an der rechten Seite des Geräts angeschlossen werden. Der festverbaute Controller konnte via Sega's JC-100 umgerüstet werden, so das abnehmbare Controller angeschlossen werden konnten. Neben einem Antennenausgang besaß der SG-1000 einen Expansion Port für den Anschluss einer kompatiblen Tastatur (SK-1100), Diskstation (SF-7000) und RAM-Erweiterung. Außerhalb Japans wurde die Konsole noch in Neuseeland durch die Firma Grandstand vertrieben.

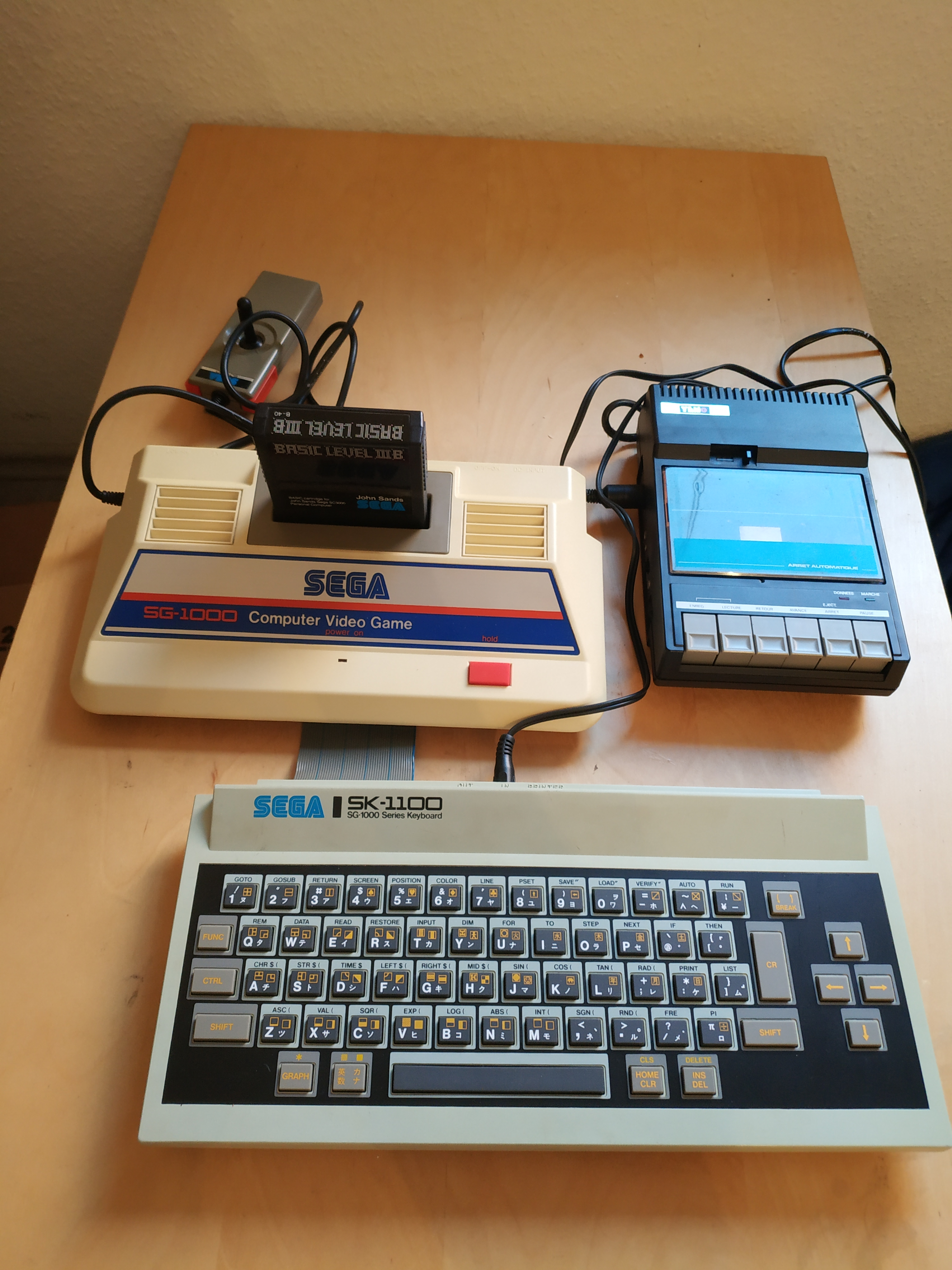
SG-1000 mit SK-1100 und Yeno Data Recorder

Noch im selben Jahr veröffentlichte Sega unter der Bezeichnung SC-3000 die Heimcomputer-Variante der Konsole mit einem 4 MHz schnellen Prozessor und einer Tastatur. Für das SC-3000 erschien auch die Erweiterung SF-7000, welche die Konsole zusätzlich um ein 3"- Diskettenlaufwerk, einen RS-232-Anschluss, eine Centronics-Schnittstelle (Parallelanschluss) und 64 kB Arbeitsspeicher erweiterte. Zudem verfügt das Gerät über einen doppelt so großen Arbeitsspeicher wie der SG-1000. Der Vertrieb der Konsole wurde erweitert um Australien, Frankreich, Italien und Finnland. Im Jahr 1984 erschien dann der SG-1000 II (bzw. Sega Mark II), eine leicht modifizierte Version des SG-1000.
In den USA wurde das Design des SG-1000 lizenziert als Othello Multivision unter den Hersteller Tsukuda Original. Im Weiteren erschienen unlizenzierte Klone wie Fullwis Video Game FR-II und der Dina 2 in one aus dem Hause Bit Corporation, welcher neben SG-1000-Titel auch ColecoVision-Spiele unterstützte.
Alle genannten Varianten der Spielkonsole waren abwärtskompatibel zum SG-1000, für den die meisten Spiele erschienen. Dabei diente der Sega Card Catcher als Adapter, um die in der Herstellung günstigeren Sega Cards (in Japan My Cards) für SG-1000, SC-3000 und Mark II zu unterstützen. Diese besaßen eine Speicherbeschränkung von 32 kB.
1985 erschien der Nachfolger Sega Mark III, eine zum SG-1000 abwärtskompatible Version, welche weitgehend kompatibel mit dem Master System ist.

### Literatur

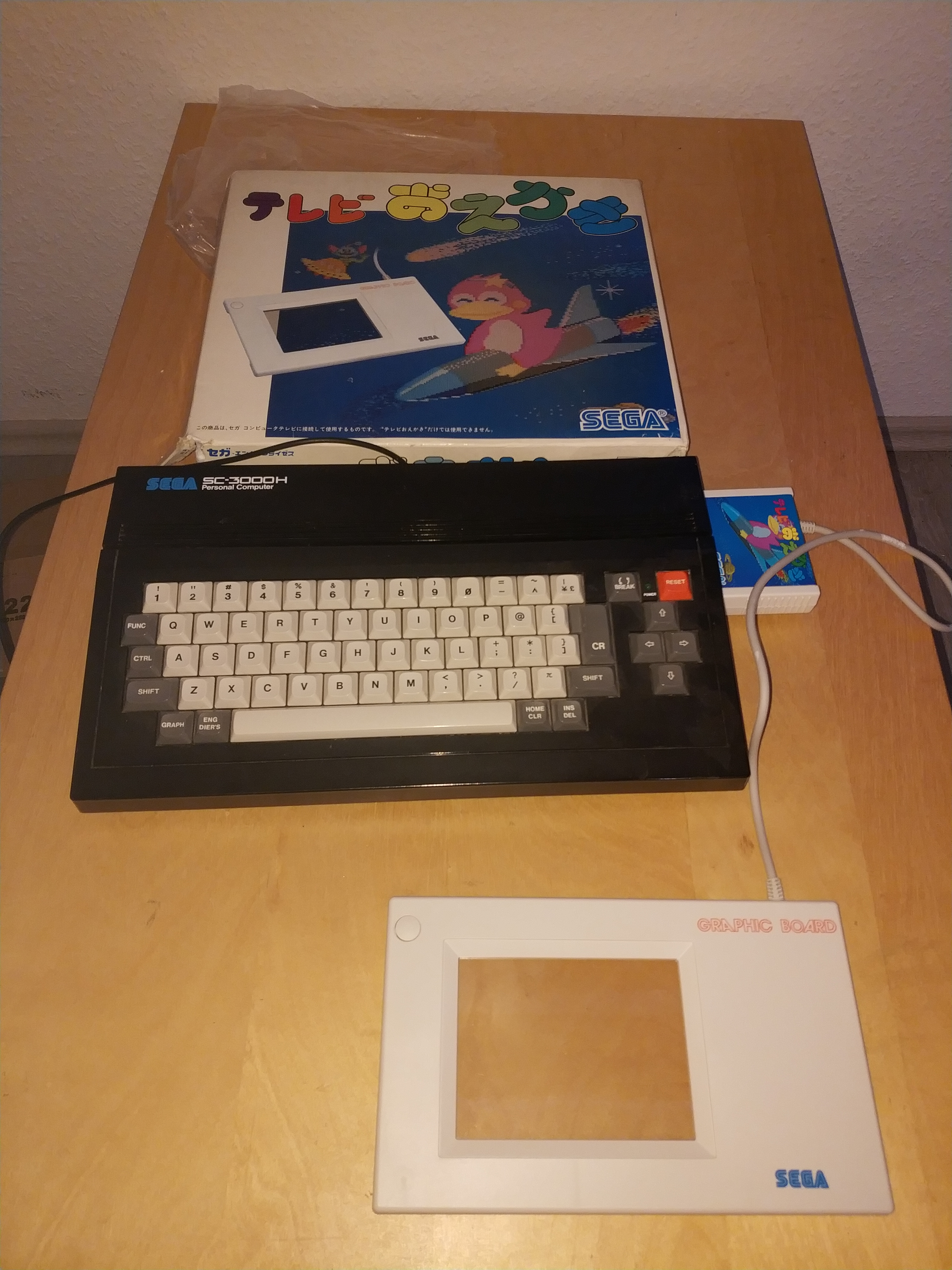
Sega SC-3000H mit angeschlossenen Sega Graphic Board

## SC-3000

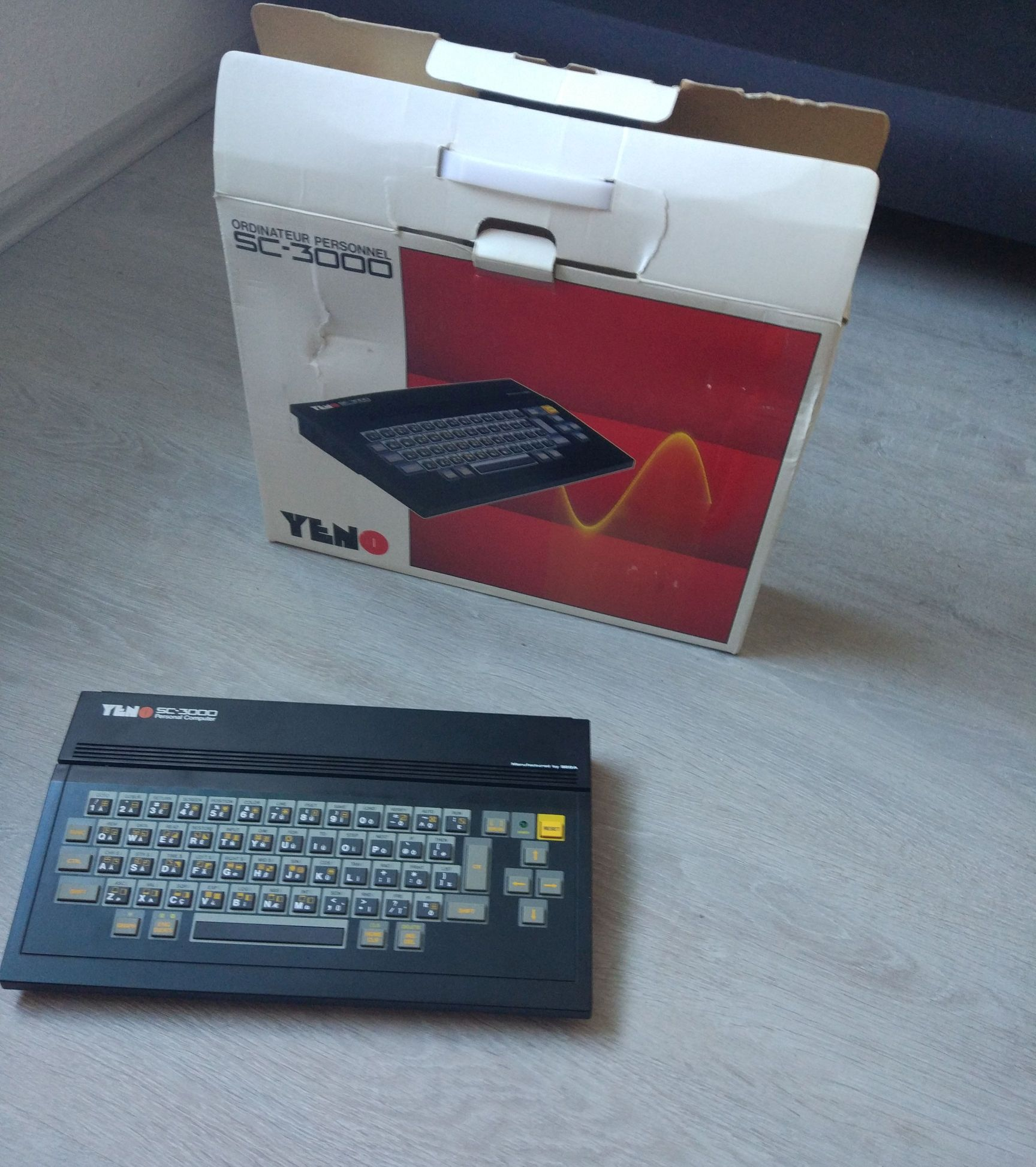
Yeno SC-3000

Zeitgleich mit der Präsentation des SG-1000 stellte Sega eine Heimcomputerversion, den Sega Computer 3000 vor. Das Ziel, weitere Lizenznehmer zu finden, wurde durch das Aufkommen des MSX-Standard rasch aufgegeben. Der Vertrieb konzentrierte sich auf Japan, Australien (durch John Sands), Neuseeland, Frankreich (ITMC unter der Marke Yeno), Italien und Finnland. Die spätere Revision 3000H verbesserte den SC-3000 um eine vollwertige, mechanische Tastatur. Neben den erschienenen Software-Titeln für den SG-1000 wurden Programme auf Kassette vertrieben, welche beispielsweise durch den Data Recorder SR-1000 geladen werden konnten. Dokumente konnten über den Drucker SP-400 ausgedruckt werden. Fälschlicherweise wurde der SC-3000 beworben mit einem Hauptspeichergröße von 48 kB RAM. Tatsächlich besaß der Heimcomputer lediglich 4 kB Videospeicher, 2 kB Arbeitsspeicher, der durch Basic-Cartridges bis zu 32 kB Arbeitsspeicher und 16 kB Videospeicher erweitern werden konnte.
Eine Besonderheit stellte das Spiel Terebi Oekaki dar, welches mit einem Sega Graphic Board ausgeliefert wurde. Die Eingaben wurden via Stylus auf einer 10,8 cm × 8 cm großen Glasplatte gemacht.

## SG-1000 II

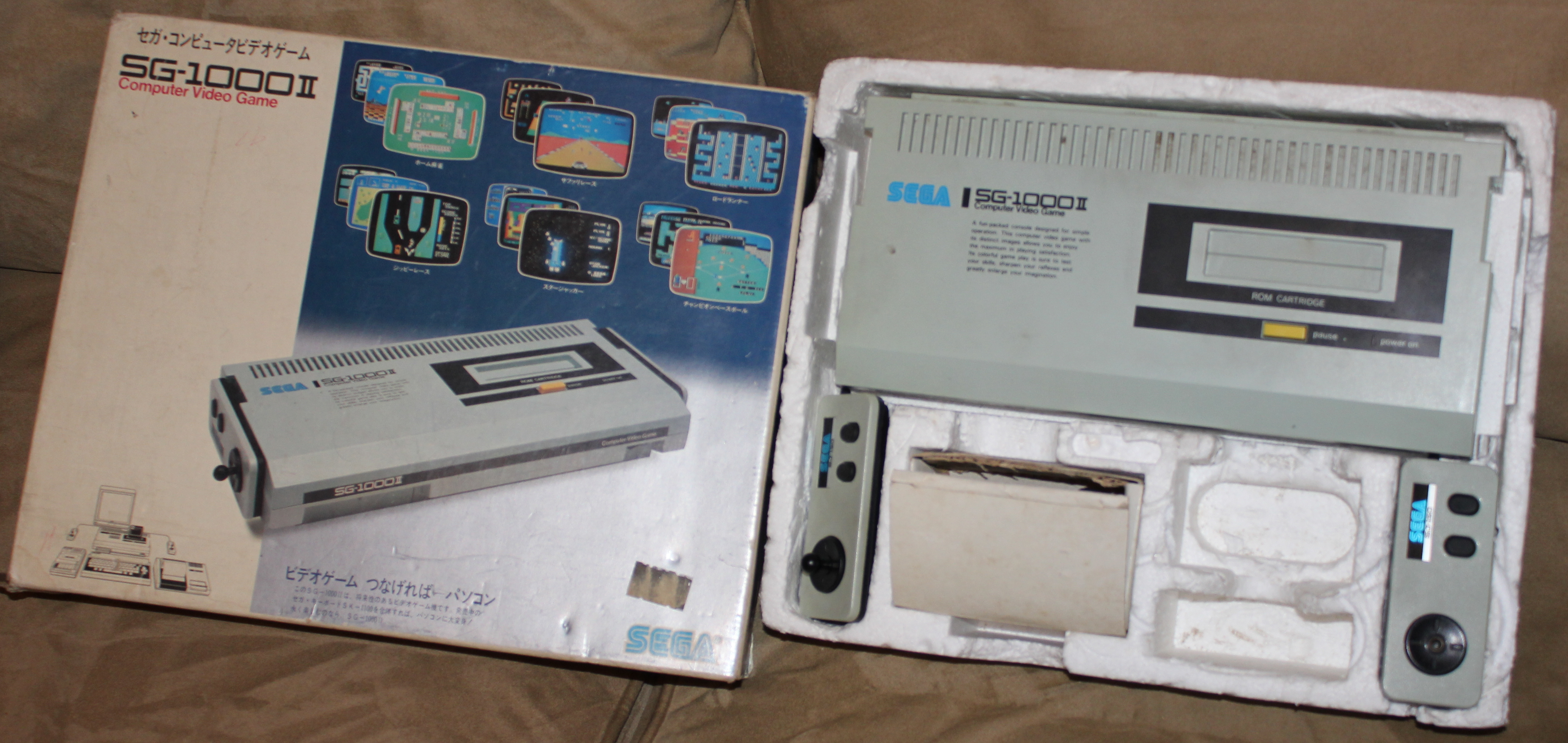
Sega SG-1000 II mit zwei Controllern

Im Juli 1984 veröffentlichte Sega ein Update des Gerätes unter der Bezeichnung SG-1000 II. Technisch war es identisch mit dem SG-1000, jedoch war das Gehäuse überarbeitet worden und der Anschluss für das SK-1100 Keyboard war von der Rückseite des Gerätes auf die Vorderseite versetzt worden. Ebenso wurde der Controller überarbeitet, der nicht mehr fest mit der Konsole verbunden war. Im Vergleich zum SJ-200 besaß der SJ-150 einen abnehmbaren Thumbstick ähnlich dem SJ-152, welcher im Mark III Verwendung fand. Die Anschlüsse hierfür befanden sich auf der Rückseite der Konsole. Zum Marktstart kostete das Gerät ¥15000 (ca. 180 DM).

## Spiele

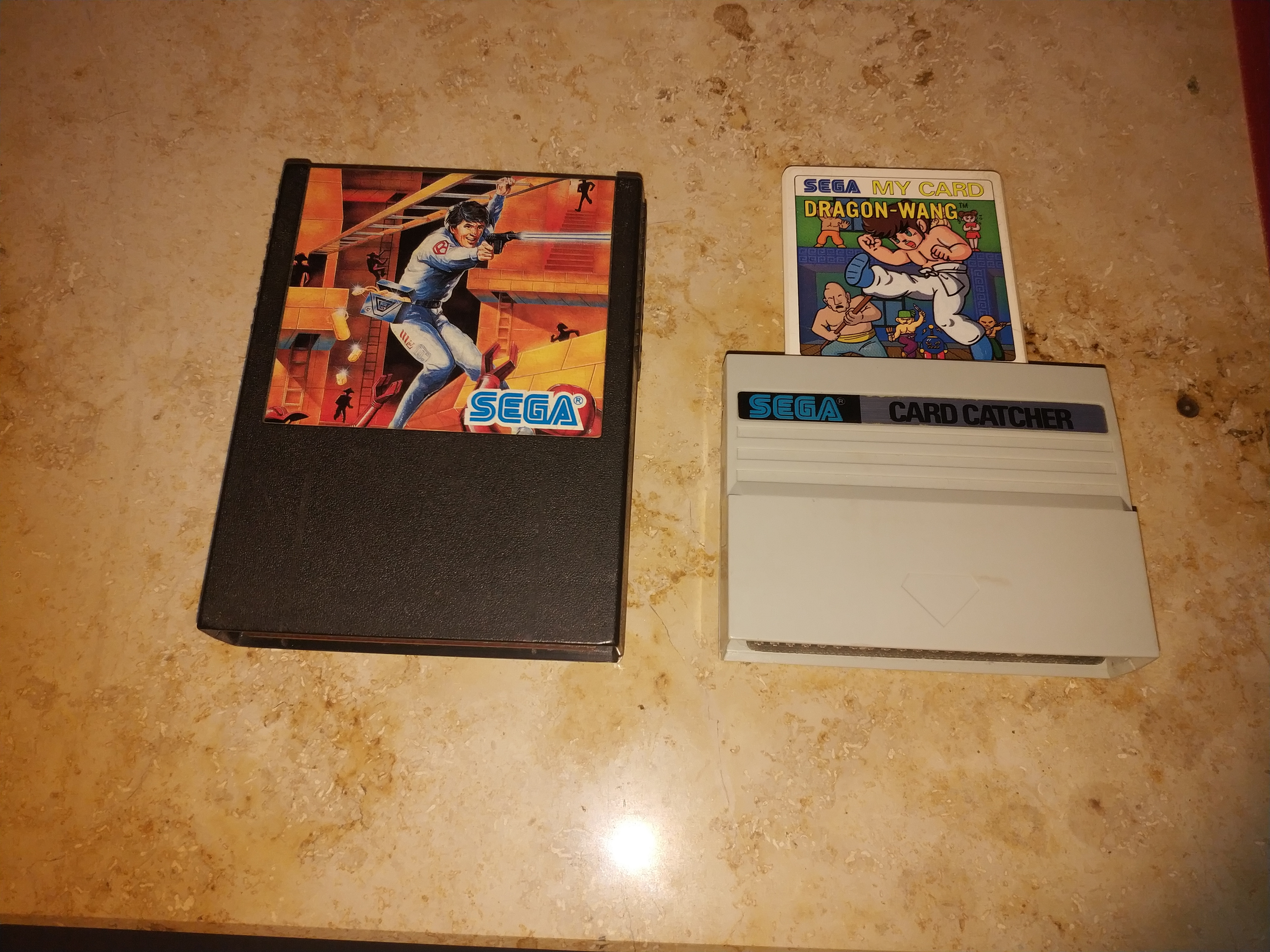
Cartridge neben Card Catcher mit eingesteckter Sega Card

Sega war bereits vor der Veröffentlichung des SG-1000 im Arcade-Bereich tätig, weswegen viele Umsetzungen aus der Spielhalle erschienen. Durch die weitreichende Hardware-Unterstützung der Heimcomputer-Variation konnten sich Spiele auf Modulen, Steckkarten, 3" Disketten und Kassetten befinden. Bekannt sind 68 Module, und 29 Steckkarten, welche zum Teil Tastatur oder RAM-Erweiterung benötigen. Die Spieleproduktion wurde offiziell 1987 eingestellt.

### Auszug
- Choplifter
- Elevator Action
- Doki Doki Penguin Land (Vorgänger von Penguin Land)
- Dragon Wang (Variante von Kung-Fu Master)
- Girls Garden (erstes Spiel von Sonic-Erfinder Yuji Naka)
- Lode Runner
- Ninja Princess (vom Automaten portiert, später nochmal als Mark III Titel The Ninja erschienen)
- Pitfall!
- Sega Flipper
- Hang On 2
- Sega Galaga
- Star Force
- Wonder Boy
- Zaxxon

## Technische Daten
- CPU: NEC 780C (Z80-Klon) mit 3,58 MHz (NTSC) bzw. 3,55 MHz (PAL)
- Hauptspeicher (RAM): 8Kbit (1 Kilobyte)
- Grafik: Texas Instruments TMS9918A
  - Grafikspeicher: 16 Kilobyte
  - Bildschirmauflösung: 256 × 192 Pixel aus einer Palette mit 15 festkodierten Farben
- Sound: Texas Instruments SN76489
  - 4 Monokanäle, 3 Soundgeneratoren mit je 4 Oktaven und ein Rauschgenerator
- Anschlüsse: Cartridge, Antenne, 1× Joystick, 1 Expansion Port

## Emulatoren
Es gibt verschiedene Emulatoren für den SG-1000 und den SC3000. Einer davon, der unter allen gängigen Betriebssystemen lauffähig ist, ist meka. Auf der Seite, auf der man den Emulator findet, werden auch immer wieder neue Open-Source-Spiele für die verschiedenen emulierten Systeme veröffentlicht.